# Kvicksilver(I)oxid
Kvicksilver(I)oxid är en förening mellan kvicksilver och syre, som kan framställas genom fällning av ett kvicksilversalt med natriumhydroxid, samt tvättning och torkning av fällningen. Hela processen ska ske noggrant avskiljt från ljus.

## Egenskaper
Ämnet är ett svart, luktlöst pulver, som är mycket svårt att erhålla i rent tillstånd, då det nästan alltid innehåller både metalliskt kvicksilver och kvicksilver(II)oxid.
Vid upphettning till smältpunkt sönderfaller ämnet till elementärt kvicksilver. Det är olösligt i vatten, men lösligt i olika syror. Saltsyra omvandlar det till kvicksilver(I)klorid.
Ämnet är kemiskt instabilt och konverterar till kvicksilver(II)oxid och kvicksilver.